# Francesco De Marini
Francesco Maria Marini (Genova, 1630 – 1700) è stato un arcivescovo cattolico italiano.

## Biografia
Figlio del doge di Genova Giovanni Agostino De Marini e di Bianca Doria, ebbe come sorella Francesca.
In gioventù fu attivo commediografo. Collaborò con Anton Giulio Brignole Sale.
La sua opera più nota fu Il fazzoletto, rappresentata nel 1642 ed erroneamente attribuita nell'edizione definitiva del 1675 ad Anton Giulio Brignole Sale.
Intrapresa la vita religiosa, il 2 agosto 1655 fu eletto vescovo di Albenga.
Dal 29 marzo 1666 all'ottobre 1670 fu vescovo di Molfetta.
Il 19 gennaio 1671 fu nominato arcivescovo titolare di Amasea; il 27 aprile 1676 fu trasferito alla sede arcivescovile titolare di Teodosia.

## Opere
- Il fazzoletto, 1642

## Genealogia episcopale
La genealogia episcopale è:
- Cardinale Guillaume d'Estouteville, O.S.B.Clun.
- Papa Sisto IV
- Papa Giulio II
- Cardinale Raffaele Riario
- Papa Leone X
- Papa Clemente VII
- Cardinale Antonio Sanseverino, O.S.Io.Hieros.
- Cardinale Giovanni Michele Saraceni
- Papa Pio V
- Cardinale Innico d'Avalos d'Aragona, O.S.Iacobi
- Cardinale Scipione Gonzaga
- Patriarca Fabio Biondi
- Papa Urbano VIII
- Cardinale Cosimo de Torres
- Cardinale Pier Luigi Carafa
- Cardinale Federico Sforza
- Arcivescovo Francesco Maria Marini